# James Gavet
James Gavet (* 19. Oktober 1989 in Auckland) ist ein neuseeländischer Rugby-League-Spieler.

## Karriere
Gavet spielte anfangs Juniorenrugby für Ponsby und die Richmond Bulldogs, bevor ihn die New Zealand Warriors unter Vertrag nahmen. Er absolvierte 2009 18 Spiele für die Warriors in der National Youth Competition, in denen er zwei Versuche legte, bevor er zu den Auckland Vulcans, dem damaligen Farmteam der Warriors im New South Wales Cup, wechselte. 2011 wurde er im NSW Cup zum Prop of the Year gewählt und schaffte es mit den Vulcans ins Grand Final, in dem die Vulcans der Zweitmannschaft der Canterbury-Bankstown Bulldogs mit 28:30 unterlagen. Nach dem Grand Final unterschrieb er einen Zweijahresvertrag bei den Bulldogs.
2012 hatte Gavet in Runde 23 sein NRL-Debüt gegen die Brisbane Broncos. Es sollte sein einziges Spiel für die Bulldogs bleiben. Am 12. Dezember unterschrieb er einen Einjahresvertrag bei den Wests Tigers.
Gavet verpasste die gesamte Saison 2013 aufgrund einer Fußverletzung. 2014 nahm er mit den Tigers an der ersten Ausgabe der NRL Auckland Nines teil und hatte sein Debüt für die Tigers in Runde 1 gegen die St. George Illawarra Dragons. In Runde 19 legte er seinen ersten NRL-Versuch gegen die Bulldogs. Es sollte sein einziger Versuch in 12 Spielen bleiben.
Am 13. Oktober 2014 löste er seinen Vertrag auf, um zu den Brisbane Broncos wechseln zu können. Nach seinem ersten Spiel 2015 wurde er aufgrund einer Verwarnung für drei Spiele gesperrt. Während dieser erzwungenen Spielpause verletzte er sich beim Training am Kreuzband und ist deswegen für den Rest der Saison spielunfähig.